# سيرجيو برافو
سيرجيو برافو (بالإسبانية: Sergio Bravo)‏ (27 نوفمبر 1927 في المكسيك - ) هو لاعب كرة قدم مكسيكي في مركز الدفاع، شارك في كأس العالم 1954. وشارك مع منتخب المكسيك لكرة القدم. أما مع النوادي، فقد لعب مع تايجرز أونال وكلوب ليون وريال إسبانيا ‏.

## وصلات خارجية
- سيرجيو برافو على موقع الاتحاد الدولي (مؤرشف)  (الإنجليزية)
- سيرجيو برافو على موقع قاعدة بيانات كرة القدم.إي يو (الإنجليزية)
- سيرجيو برافو على موقع Soccerway.com (الإنجليزية)
- سيرجيو برافو على موقع عالم كرة القدم.نت (الإنجليزية)